# Boufakrane
Boufakrane (en àrab بوفكران, Būfakrān; en amazic ⴱⵓⴼⴽⵔⴰⵏ) és un municipi de la prefectura de Meknès, a la regió de Fes-Meknès, al Marroc. Segons el cens de 2014 tenia una població total de 12.941 persones.